# 凱文·漢森
凱文·漢森（英語：Kevin Hansen；1982年3月19日—）是一位美國排球運動員。他是美國國家男子排球隊的一員。代表美國參加了2008年奧運會的比賽。他在2000年至2005年期間就讀於斯坦福大學。